# ألتراس

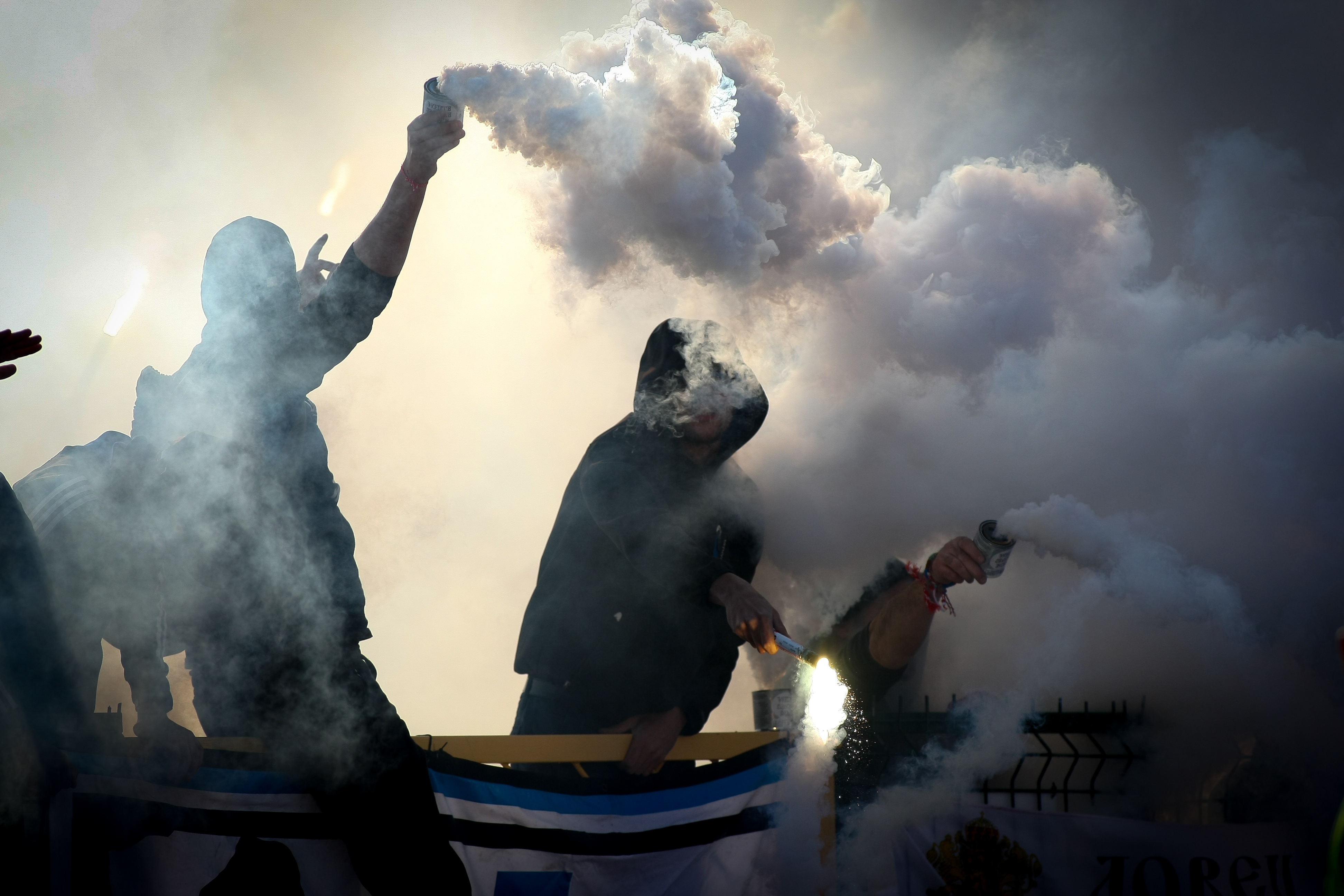
ألتراس مشجعي نادي ليفسكي صوفيا.

الألتراس أو الأولتراس (باللاتينية: Ultras) هي كلمة لاتينية تعني المتطرفين، وتظهر بصورة مجموعات مشجعي الفرق الرياضية والمعروفة بانتمائها وولائها الشديد لفرقها، وتتواجد بشكل أكبر بين محبي الرياضة في أوروبا وأمريكا الجنوبية وحديثًا في دول شمال إفريقيا. أُنشئت أول فرقة أولتراس عام 1940 بالبرازيل وعرفت باسم "Torcida"، ثم انتقلت الظاهرة إلى أوروبا وبالضبط إلى يوغوسلافيا ثم كرواتيا وبالتحديد جمهور "Hajduk Split" والذي كان أول من أدخل هذا النوع. وتميل هذه المجموعات إلى استخدام الألعاب النارية أو «الشماريخ» كما يطلق عليها في دول شمال أفريقيا، وأيضًا القيام بالغناء وترديد الهتافات الحماسية لدعم فرقهم، كما يقومون بتوجيه الرسائل إلى اللاعبين. وتقوم هذه المجموعات بعمل دخلات خاصة في المباريات الهامة، وكل ذلك يضفي البهجة والحماس على المباريات الرياضية وخاصة في كرة القدم.

## المبادئ الأساسية
1. عدم التوقف عن التشجيع والغناء طوال التسعين دقيقة من عمر المباراة أيا كانت النتيجة. ويقود التشجيع عادة قائد تشجيع «كابو - Capo» والذي يكون مسؤولا عن اختيار الأغاني والهتافات وتوقيتها وحركات الأيدي والتشكيلات وعادة ما يخصص بالاستادات مكان مرتفع للكابو ليتمكن المشجعون من متابعته والالتزام بتعليماته أثناء سير المباراة، ولا تتوقف مجموعات الألتراس عن الغناء أثناء خسارة فريقها حتي بنتيجة ثقيلة فتشجيع الفريق واجب للحفاظ علي هيبة اسم النادي ومكانة وقوة مدرجاته، ولإبراز الوفاء المنقطع النظير.

1. لا يجلسون طوال المباراة عدم الجلوس نهائيا أثناء المباريات: مجموعات الألتراس تحضر مباريات فريقها لهدف واحد فقط التشجيع والمؤازرة المتواصلة حتى صافرة نهاية المباراة، لا يذهبون من أجل متعة الفرجة والمتابعة اللذين يعدونهما من أفعال المشجعين العاديين غير المنتمين للألتراس، وفي الغالب يقضي أفراد المجموعة أغلب أوقات المباراة ظهورهم للملعب منهمكين في التشجيع والغناء فالاستاد بالنسبة لهم مكان للتشجيع فقط لا غير، ولا يرتاحون سوى في وقت الراحة بين الشوطين.

1. الترحال لحضور جميع المباريات الداخلية والخارجية أيا كانت التكلفة والمسافة: يعتبر الترحال «أو التنقل كما يطلق عليه في دول الشمال الأفريقي» خلف الفريق إحدى الواجبات الأساسية لمجموعات الألتراس والتي تقوم بتنظيم وحشد الجماهير لحضور المباريات خارج مدينة الفريق مستخدمة أرخص وسائل النقل، وتقوم مجموعات الألتراس بعمل cortège موكب أو مسيرة تضم أفراد المجموعة خلف الباش bâche أو اللافتة التي تحمل اسم وشعار المجموعة لإعلام أهل المدينة الأخرى أن لفريقهم مشجعين أقوياء يسافرون خلف فريقهم في أي مكان وأيا كانت التكلفة كما تساعد أيضا على زيادة شعبية الأندية وانتشار ثقافة الألتراس وحب كرة القدم بوجه عام

1. « الكورفا » الولاء والانتماء لمكان الجلوس في الاستاد: لما كانت مهمة مجموعات الألتراس التشجيع وليس متابعة سير المباريات فكان لزاما عليهم اختيار منطقة مميزة داخل المدرجات يبتعد عنها المشجعون الكلاسيكيون وتنخفض فيها أسعار التذاكر، المنطقة العمياء أو الكورفا Curva بالإيطالية والفيراج Virage بالفرنسية هو ذلك المنحنى خلف المرمى الذي اختارته مجموعات الألتراس ليكون مكانا خاصًا للتشجيع والمؤازرة وتعليق الباش Bâche الخاصة بالمجموعة التي عادة ما تحمل اسم وشعار المجموعة وتعتبر «شرف المجموعة نفسها»، ويكون في كل ملعب جهتين متقابلتين، جمهة الشمال تسمى كورفا نورد Curva Nord، وجهة الجنوب تسمى كورفا سود Curva Sud.

مجموعات الألتراس يجب أن يكون لها ممثل منتمي (في حالة تواجد مجموعة واحدة) أو غير منتمي (في حالة تواجد أكثر من مجموعة) يتولى الاتصال مع أصحاب الأندية على أساس منتظم، ومعظم هذه الاتصالات تكون من أجل التذاكر، وتخصيص مقاعد معينة بمكان جلوس المجموعة (الكورفا أو الفيراج)، وأماكن لتخزين الأعلام والرايات (الدخلات والطلعات في الدول الأمازيغية والعربية). بعض النوادي توفر للأولتراس أرخص التذاكر وغرف تخزين اللافتات والأعلام، والوصول المبكر إلى الملعب قبل المباريات من أجل الإعداد للعرض.

## عقلية أولتراس
تعتمد مجموعات أولتراس على التمويل الذاتي ولا يجوز بأي حال من الأحوال أن تقبل أولتراس أي إعانة من أي مصدر، ويتم التمويل الذاتي من خلال بيع منتوجات أولتراس مثل تي شيرت والأشاربات والقبعات وغيرها، بالإضافة إلى مدخول العضوية في أولتراس. 
تُجدَّدد العضوية في أولتراس مرة في السنة عادة، حيث يدفع العضو قيمة العضوية التي تُحدَّد من طرف المجموعة، ويحصل العضو على بطاقة أو ما شابه كدليل على العضوية.
من جهة أخرى فإن لكل مجموعة أولتراس اسمها ورمزها الخاصين بها، ويُطبع الاسم والرمز على الباش (البانر في الشرق الأوسط) الرسمي للمجموعة. والباش، هو قطعة من القماش لا يمكن تقطيعها بسهولة، له أهمية قصوى عند مجموعة الأولتراس. أولا تجدر الإشارة إلى وجود نوعين من الباش: الباش الرسمي وباش الترحال.
- الباش الرسمي لا يخرج من المدينة التي يوجد بها الفريق الذي تسانده أولتراس، ويتم تعليقه فقط في الملعب الخاص بالفريق، وعملية إدخال وإخراج الباش الرسمي تتم بمنتهى الحذر: غالبا ما يتم إدخاله من طرف عدة أشخاص يٌعتبرون ذوي مكانة خاصة في المجموعة، ولا يعرف بالضبط من يحمله ومن يخرجه من الملعب. السبب في ذلك كله هو الحفاظ عليه من السرقة، لأنه في قانون أولتراس المجموعة التي تتم سرقة باشها الرسمي تعلن حلها (إقصاءها) ويتحول أعضاؤها إلى مجرد مشجعين عاديين.
- باش الترحال فهو يرافق المجموعة في ترحالها داخل أو خارج أرض الوطن، ولا يقل أهمية عن الباش الرسمي.

المنخرط في مجموعة أولتراس يجب عليه احترام مبادئ وقوانين أولتراس والحفاظ على منتوجات المجموعة التي اقتناها بكل حذر لأن أعضاء المجموعات الأخرى يتربصون به. وعندما تتم سرقة منتوج مجموعة ألتراس من طرف أعضاء مجموعة أخرى، يتم تصويره مقلوبا رأسا على عقب ويتم نشر الصورة لما فيها من مذلة وسخرية. تجدر الإشارة إلى أن سرقة المنتوجات شيء جائز ومتفق عليه في قوانين أولتراس بشرط عدم استخدام أسلحة مهما كان نوعها والحرص على استخدام الأيدي فقط.

## العقلية والثقافة
ولا يوجد لمجموعات الألتراس رئيس بعكس جميع أنواع روابط التشجيع، بل تتكون من مجموعة من المؤسسين الذين سرعان ما ينزوي دورهم بعد أن تصبح المجموعة قادرة علي الوقوف علي أرض صلبة، ويدير العمل داخل الألتراس مجموعات عمل صغيرة الـTop Boys والتي تختص كل منها بتنظيم أنشطة المجموعة من تصميم وتنفيذ اللوحات الفنية وقيادة التشجيع داخل المدرجات وتنظيم الرحلات والإشراف علي مصادر تمويل المجموعة والتي يتسابق فيها أفراد الألتراس لتقديم كل إمكانياتهم وخبراتهم في الحياة العادية لخدمة المجموعة ولإنجاز العمل المكلف به علي أكمل وجه.
ونري هنا التركيز الدائم علي تحرك المجموعة ككتلة واحدة وفرد واحد، فقيمة الفرد تتلخص فيما يقدمه من جهد وعطاء للمجموعة، فنراهم دائما ملثمي الأوجه غير محبين للتصوير الفردي ولا الظهور الإعلامي فالأضواء المسموح لهم أن يكونوا تحتها فقط أضواء الملاعب خلف المرمي مشجعين فريقهم طوال التسعين دقيقة من عمر المباراة.
وتصف الألتراس أفرادها بأنهم أفراد لا تخطئهم عيناك مثابرون يتحلون بروح الشجاعة والإقدام والتحدي والاستعداد لبذل أي شيء من أجل إعلاء اسم ناديهم وجمهورهم وفرد الالترا يدافع عن نفسه فقط عند وقوع الخطر ولا يهاجم أحدًا وإذا هاجم ينتقل إلي فئة أخري «الهوليجانز» ويبتعد بذلك عن مبادئ الألتراس القائمة علي الدفاع، ويعتقد أعضاء الألتراس حول العالم فيما يسمي روح الالترا Ultras Spirit، فرد الالترا يولد بتلك الروح ولا يستطيع تعلمها مهما حدث ويصفونها بأنها تلك الروح المقدامة المثابرة العالمة في صمت وجهد لتحقيق أهداف عظيمة لا يتم انجازها إلا إذا انصهرت أرواح أفراد المجموعة في كيان واحد تحت علم ناديها ضد الجميع من وسائل الإعلام التي تهاجمهم باستمرار وضد الفرق المنافسة وأحيانا ضد المخربين من أبناء النادي أنفسهم لذلك يطلقون علي أنفسهم «خط الدفاع الأخير» الذي يدافع عن كرامة واسم النادي الذي ينتمون إليه ويحملون علي عاتقهم الحفاظ علي الصورة المشرفة لجماهير ذلك النادي الذي عشقوه وترجموا هذا العشق بأفعال يشهد الجميع بها.

## الدخلات واللوحات
من أبرز ما يميز الألتراس عن جميع مجموعات التشجيع الدخلات واللوحات الفنية «Tifo» التي يقومون بها في بداية المباريات أو خلال سير المباراة، والتي بدأت مع انتشار ثقافة الألتراس في أواخر الستينيات وأوائل السبعينيات. وتكثر الدخلات واللوحات الفنية في مباريات ديربي المدن والكلاسيكو والتي يعدها البعض مباراة الجماهير الحقيقية التي تتنافس فيها مجموعات الألتراس قبل وأثناء المباريات لتقديم أفضل ما لديها في المدرجات لتشعل حماسة لاعبيها أو لإرهاب لاعبي الخصم أو السخرية منهم ولإظهار الإبداع الفني للجماهير ومجموعات الألتراس. وهناك العديد من أنواع الدخلات تختلف باختلاف خامات الصنع مثل الخلفيات المرسومة والأعلام الضخمة أو الشرائط البلاستيكية والورق الملون الذي يحمله كل مشجع ليرسم لوحة كبيرة ضخمة أو يكتب شعارا أو يقوموا بعرض للألعاب النارية pyroshow باستخدام الـHand Flare الشعلات المحمولة والمعروفة في الوطن العربي بالشماريخ أو الكراكاج. وتستخدم الشماريخ في الأساس في الإنذارات البحرية لذلك فلا يتم إطفاؤها بالماء وتنتشر في المدن الساحلية بكثرة وتُقيَّم على أساس مدة الاشتعال وقوته التي قد تصل في بعض أنواع الشماريخ لأكثر من مئة ألف شمعة يتم إشعالها عن طريق فتيل يسحب باليد ليبدأ بعدها الشمروخ في التوهج والإضاءة.

## أغاني الأولتراس
تنقسم إلى صنفين: أغاني ضد السلطة وهي تعبر عن الواقع الذي يعيشه عضو المجموعة وتبرز هذه الأغاني كل المضايقات التي يتعرض لها أفراد المجموعة والصنف الثاني هي أغاني لتشجيع الفريق وتحفيز اللاعبين أيا كانت النتيجة.